# I divisioona 1973
La I divisioona 1973 fu la prima edizione della seconda serie del campionato finlandese di calcio come I Divisioona. Il campionato, con il formato a girone unico e composto da dodici squadre, venne vinto dal MiPK, che venne promosso in Veikkausliiga insieme al Haka.

## Squadre partecipanti
| Club   | Città       | Stadio                        |
| ------ | ----------- | ----------------------------- |
| GBK    | Kokkola     | Kokkolan keskuskenttä         |
| HIFK   | Helsinki    | Bolt Arena                    |
| Jaro   | Pietarsaari | Pietarsaaren keskuskenttä     |
| KIF    | Helsinki    | Töölön Pallokenttä            |
| MiPK   | Mikkeli     | Mikkelin Urheilupuisto        |
| MyPa   | Sippola     | Saviniemen jalkapallostadion  |
| OPS    | Oulu        | Raatin stadion                |
| PoPS   | Pori        | Porin stadion                 |
| RPallo | Rauma       | Äijänsuon stadion             |
| SePS   | Seinäjoki   | Seinäjoen ravirata            |
| VPS    | Vaasa       | Hietalahden jalkapallostadion |
| Haka   | Valkeakoski | Tehtaan kenttä                |

### Classifica
|  | Pos. | Squadra | Pt | G  | V  | N | P  | GF | GS | DR  |
|  | ---- | ------- | -- | -- | -- | - | -- | -- | -- | --- |
|  | 1.   | MiPK    | 35 | 22 | 15 | 5 | 2  | 51 | 17 | +34 |
|  | 2.   | Haka    | 32 | 22 | 14 | 4 | 4  | 58 | 27 | +31 |
|  | 3.   | VPS     | 28 | 22 | 11 | 6 | 5  | 40 | 23 | +17 |
|  | 4.   | HIFK    | 25 | 22 | 10 | 5 | 7  | 48 | 32 | +16 |
|  | 5.   | GBK     | 24 | 22 | 9  | 6 | 7  | 44 | 29 | +15 |
|  | 6.   | SePS    | 22 | 22 | 9  | 4 | 9  | 37 | 35 | +2  |
|  | 7.   | MyPa    | 20 | 22 | 8  | 4 | 10 | 39 | 43 | -4  |
|  | 8.   | KIF     | 19 | 22 | 8  | 3 | 11 | 33 | 50 | -17 |
|  | 9.   | OPS     | 18 | 22 | 7  | 4 | 11 | 24 | 43 | -19 |
|  | 10.  | PoPS    | 15 | 22 | 5  | 5 | 12 | 27 | 54 | -27 |
|  | 11.  | RPallo  | 14 | 22 | 5  | 4 | 13 | 24 | 44 | -20 |
|  | 12.  | Jaro    | 12 | 22 | 3  | 6 | 13 | 19 | 47 | -28 |